# Oxytrichidae
Famille
Les Oxytrichidae sont une famille de Ciliés de la classe des Hypotrichea et de l’ordre des Oxytrichida.

## Étymologie
Le nom de la famille vient du genre type Oxytricha, dérivé du grec ὀξύς / oxýs, « aigu, pointu », et de θριξ / thrix), « cheveu, poil, soie, cil ».

## Description
Les espèces des genres Histriculus, Oxytricha, Sterkiella et Stylonychia se ressemblent beaucoup et ont souvent été confondues.
Au sein de ce groupe, seul Histriculus est dépourvu de cirres caudaux et possède des rangées « cirrales » marginales confluentes, le séparant clairement de Sterkiella et de Stylonychia.
Ces derniers genres diffèrent morphologiquement, principalement par :
1. la disposition des membranes ondulantes : sécantes chez Sterkiella, parallèles chez Stylonychia ;
2. du champ buccal : étroit chez Sterkiella, plus large et triangulaire chez Stylonychia[1].

Oxytricha est le genre le plus volumineux parmi de la famille des oxytrichidés, comprenant environ 50 espèces valides et environ 60 espèces indéterminées. Seul un quart des espèces valides a été décrit en détail.

## Habitat et répartition
La famille des Oxytrichidae a un répartition mondiale, dans toutes sortes d'environnements.
Oxytricha est un genre de protozoaire d'eau douce.

## Liste des genres
Selon GBIF (5 mars 2023) :
- Alloiozona
- Allotricha Sterki, 1878
- Amphisiellides Foissner, 1988
- Ancystropodium Fauré-Fremiet, 1907
- Apoamphisiella Foissner, 1997
- Architricha Gupta, Kamra & Sapra, 2006
- Australocirrus Blatterer & Foissner, 1988
- Cerona
- Clara
- Coniculostomum Njiné, 1979
- Cyrtohymena Foissner, 1989
- Dipleurostyla
- Drepanina
- Gastrostyla Engelmann, 1862
- Gonostomum
- Hemigastrostyla Song & Wilbert, 1997
- Heterooxytricha Shao, Song, Al-Rasheid & Berger, 2011
- Heterotachysoma Shao, Ding, Al-Rasheid, Al-Farraj, Warren & Song, 2013
- Himantophorus Ehrenberg, 1838
- Histriculus Corliss, 1960
- Histrio
- Kerona] Müller, 1786
- Laurentiella Dragesco & Njine, 1971
- Micromitra
- Mitra
- Notohymena Blatterer & Foissner, 1988
- Onychodromopsis Stokes, 1887
- Opisthiotricha Perty, 1852
- Opisthostyla
- Opisthotricha
- Opisthotrichum Buisson, 1923
- Oxitricha
- Oxytricha Bory de Saint-Vincent, 1824 genre type
  - Espèce type : Oxytricha granulifera Foissner & Adam, 1983
  - Synonymes : Actinotricha, Opisthotricha, Rhabdotricha
  - Appellations incorrectes : Ocytricha, Onytricha, Oxitrica, Oxitricha, Oxitrycha, Oxythrica, Oxyticha, Oxytrichia, Oxytrichum, Oxytrocha.
- Paragastrostyla
- Paragonostomum
- Parahistricus Grolière, 1976
- Parasterkiella Küppers, Paiva, Borges, Harada, González Garraza & Mataloni, 2011
- Parastylonychia Dragesco, 1963
- Paraurosomoida Singh & Kamra, 2013
- Paraurostyla Borror, 1972
- Parentocirrus Voss, 1997
- Paroxytricha
- Parurosoma Gelei, 1954
- Patersoniella Foissner, 1987
- Perisincirra
- Plagiotricha
- Pleurotricha Stein, 1859
- Ponturostyla Jankowski, 1989
- Prosopsenus André, 1916
- Pseudostrombidium Horváth, 1933
- Pseudouroleptus Hemberger, 1985
- Rigidocortex Berger, 1999
- Rigidohymena Berger, 2011
- Rubrioxytricha Berger, 1999
- Steinia Diesing, 1866
- Sterkiella Foissner, Blatterer, Berger & Kohmann, 1991
- Stichochaeta
- Stichochoeta
- Stylonichia
- Stylonychia Ehrenberg, 1830
- Styxophrya
- Tachysoma Stokes, 1887
- Territricha Berger & Foissner, 1988
- Trachelochaeta
- Trichoda
- Urosoma Kowalewskiego, 1882
- Urosomoida Hemberger, 1982
- Urostyloides Shi & He, 1989

## Galerie d'images et de vidéos

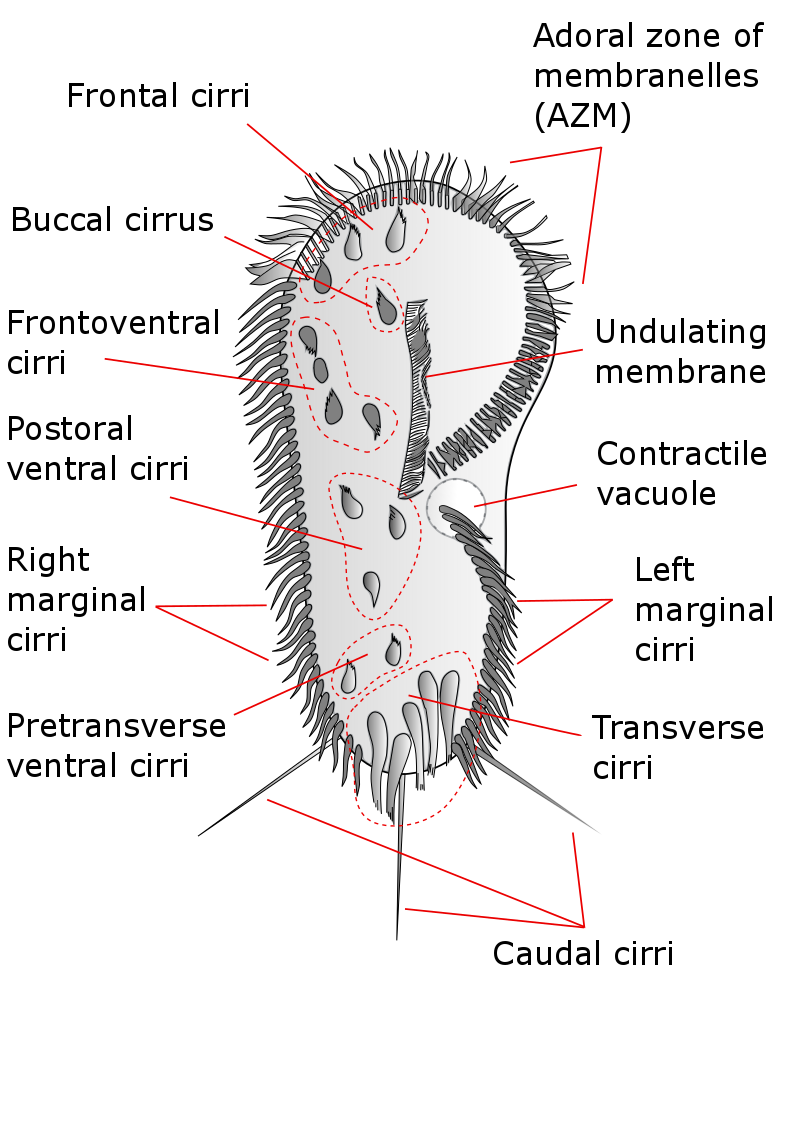
Stylonychia mytilus (Avec légendes).
Stylonychia mytilus, marchant sur ses cirres.
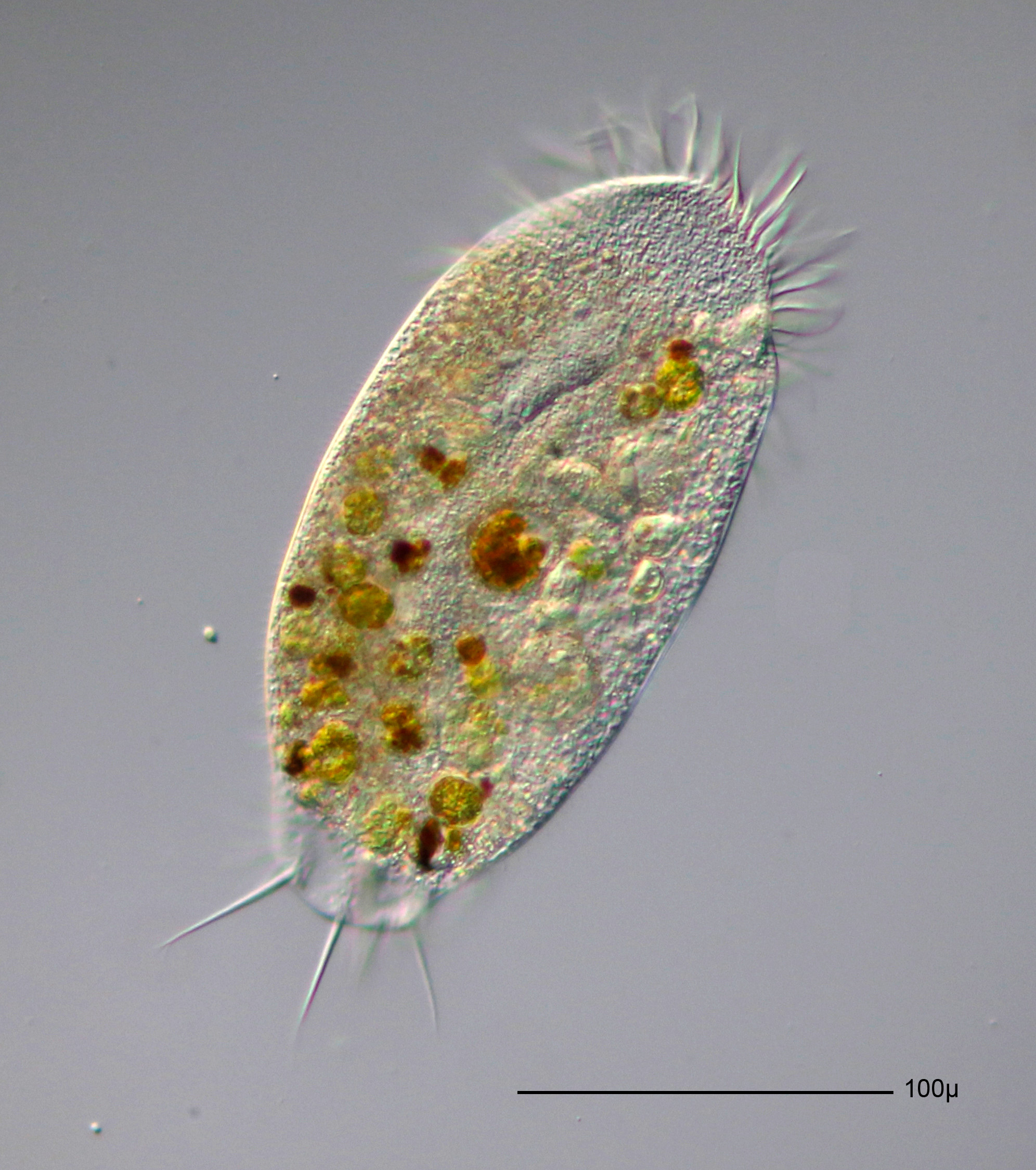
Stylonychia putrina.
- Stylonychia en train de manger (formation de la vacuole).
- Stylonychia développant une seconde bouche (stomatogenèse, avant division cellulaire).

## Systématique
Le nom valide de ce taxon est Oxytrichidae Ehrenberg, 1838.